# Матрона Московская
В Википедии есть статьи о других святых с именем Матрона.
Матро́на Моско́вская (урождённая Матро́на Дими́триевна Ни́конова; 1881, 1883 или 1885, село Себино, Епифанский уезд, Тульская губерния (сейчас Кимовский район, Тульская область) — 2 мая 1952, рабочий посёлок Сходня, Химкинский район, Московская область) — святая Русской православной церкви. В 1999 года Матрона канонизирована как местночтимая святая Московской епархии РПЦ. В 2004 года определением Архиерейского Собора РПЦ причислена к лику общецерковных святых. Одна из самых известных и почитаемых святых Русской православной церкви.
Первоначальное жизнеописание блаженной Матроны в книге «Сказание о житии блаженной старицы Матроны» (1993) и ряд аспектов её почитания были подвергнуты критике. 

## Биография
Источником биографии Матроны является книга «Сказание о житии блаженной старицы Матроны», опубликованная в 1993 году издательством Свято-Троицкого Ново-Голутвина женского монастыря от имени Зинаиды Ждановой, согласно книге, дочери односельчанки Матроны, вышедшей замуж и переехавшей в Москву. Книга сразу получила огромную популярность, тираж первого издания превысил 150 тысяч экземпляров, затем последовали многочисленные переиздания.
Согласно книге «Сказание о житии…», Матрона родилась в крестьянской семье в 1881 году в селе Себино Тульской губернии. Существуют версии, что она родилась в 1883 (данные сельскохозяйственной переписи Тульской губернии 1911 года) или 1885 году (регистрационная книга Даниловского кладбища 1952 года). Девочка родилась незрячей. В семье было четверо детей: Пелагея (род. 1873), Иван (род. 1885), Михаил (род. 1888). Ещё трое братьев и сестра умерли во младенчестве: Михаил (1870—1871), Устинья (1876—1878), Иван (1879—1880) и Андрей (12 августа 1882 — 05 августа 1883). Руководитель Союза возрождения родословных традиций Валерий Бибиков предположил, что Матрона могла быть приёмным ребёнком. Днём рождения святой считается 22 ноября, день памяти Матроны Константинопольской.
Также согласно житию, когда родилась Матрона, немолодые к тому времени родители, Наталья Никитична и Дмитрий Иванович Никоновы, хотели оставить слепую девочку в приюте князя Голицына в соседнем селе Бучалки. Но матери приснилось, что ей на правую руку села слепая белая птица с человеческим лицом. Наталья решила, что сон вещий, и оставила ребёнка.
Житие сообщает, что уже с восьми лет Матрона имела глубокую веру, способность исцелять больных и предсказывать будущее.
В житии сказано, что в отрочестве Матрона имела возможность путешествовать. Дочь местного помещика Лидия Александровна Янькова (род. 1885) брала её с собой в паломничества. Они побывали в Киево-Печерской лавре, Троице-Сергиевой лавре, в Санкт-Петербурге, других городах и святых местах России. В возрасте 14 лет в Кронштадтском соборе Матрона встретила святого праведного Иоанна Кронштадтского. По преданию, по окончании службы он попросил прихожан расступиться перед подходящей к солее Матроной и громко сказал: «Матронушка, иди-иди ко мне. Вот идёт моя смена — восьмой столп России». В возрасте около 17 лет у неё отнялись ноги.
По житию, в 1912 году умер Дмитрий Иванович Никонов, отец Матроны.
Согласно житию, после революции Матрона и её подруга Лидия Янькова, оставшись без крова, подались искать работу и еду в городе. Примерно в 1925 году Матрона перебралась в Москву. Жила она где придётся, у друзей и знакомых, но не у своих братьев, которые стали большевиками. Брат Михаил, член ВКП(б) с 1919 года, был избран председателем сельского совета, а затем — заместителем председателя исполнительного комитета Хованской волости, в 25 км от уездного города.
Житие сообщает, что в 1942—1949 годах Матрона жила в Москве, в старинном деревянном особняке по адресу Староконюшенный переулок, дом № 30 (не сохранился), близ Арбата, где занимала угол в 48-метровой комнате односельчанки Е. М. Ждановой и её дочери Зинаиды. В 1950—1952 годах жила под Москвой, в Сходне по адресу улица Курганная, дом № 23, у дальних родственников, в семье Курочкиных.
Согласно житию, святая Матрона днём принимала людей (до сорока человек в день), исцеляя их и давая советы, как поступать, а ночью молилась. Регулярно исповедовалась и причащалась. Ещё при жизни её почитали монахи Троице-Сергиевой лавры.
Согласно житию, Матрона предсказала свою смерть за три дня, продолжая принимать людей. У неё спросили: «Матронушка, как же нам жить? С кем же мы теперь останемся, с кем советоваться будем?» На это она ответила:

После моей смерти таких не будет как я, а вы приходите на могилку, я там всегда буду, я вам также буду помогать и молиться за вас, как при жизни моей. Разговаривайте со мной, все горести свои поверяйте мне, я буду вас видеть и слышать, что душе вашей скажу, то и делайте.

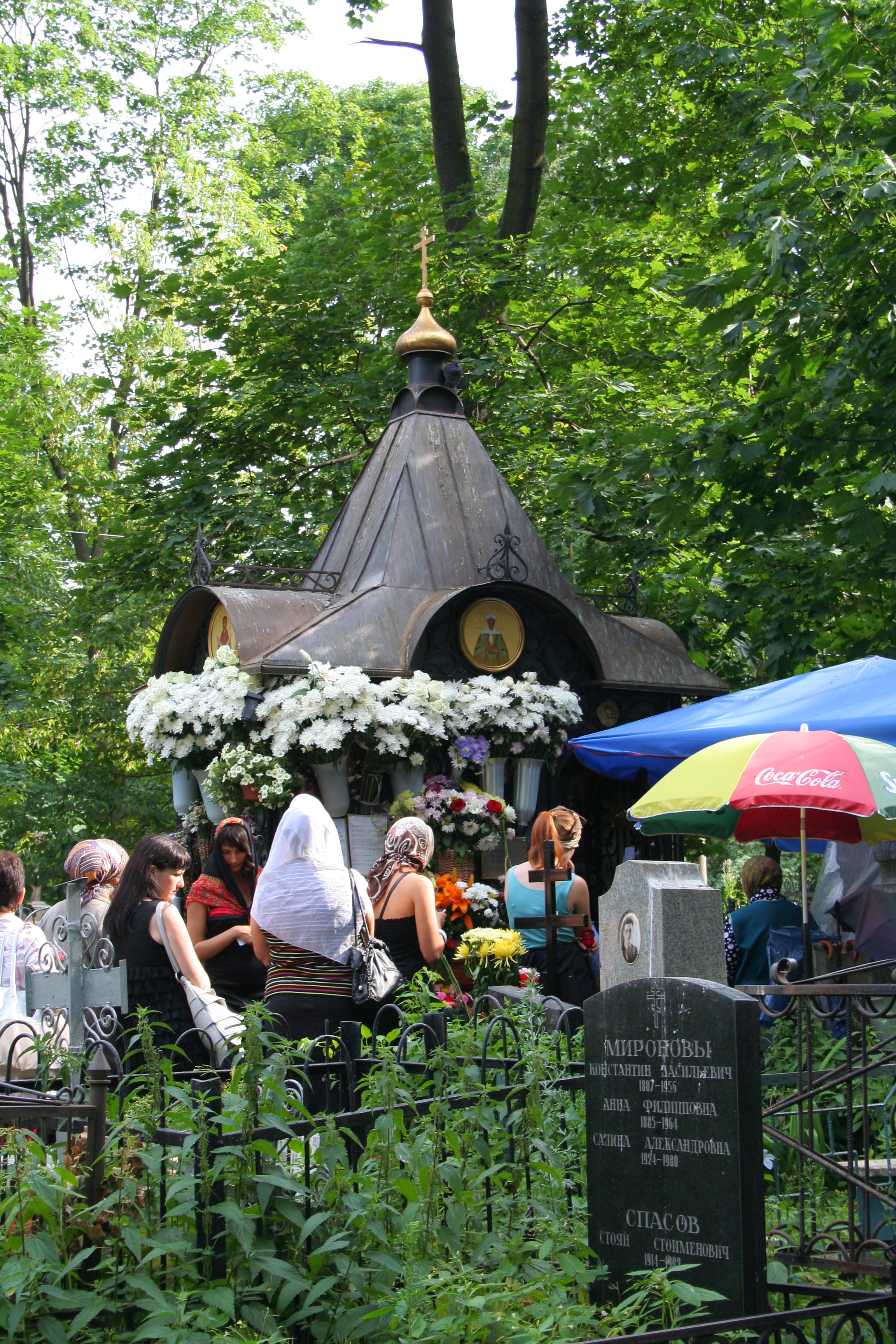
Часовня над бывшей могилой Матроны на Даниловском кладбище, возле могилы паломницы

Матрона скончалась в Сходне 2 мая 1952 года. Сохранились посмертные фотографии святой. Отпевание в храме Ризоположения на Донской улице совершил хорошо знакомый Матроне и почитавший её протоиерей Николай Голубцов.
Матрона была похоронена 4 мая, в Неделю святых Жён-мироносиц на Даниловском кладбище Москвы и что это кладбище выбрала сама Матрона, чтобы «слышать службу», потому что в те годы кладбищенская церковь была одной из немногих действующих в Москве. На её похороны пришло много народу.

## Канонизация
Комиссия по канонизации святых Священного синода Русской православной церкви назначила экспертную группу, которая составила канонический текст жития блаженной Матроны, исключив недостоверные, на взгляд экспертов, и не соответствующие официальному богословию сведения. Эта версия жития в настоящее время размещена на православных сайтах: «Православие.ru», «Седмица.ru», сайте Покровского монастыря.
15―16 сентября 1997 года Синодальная комиссия РПЦ рассмотрела материалы к канонизации в лике местночтимых святых Московской епархии приснопамятной Матроны Никоновой, которые представил патриарх Алексий II, и не нашла препятствий для благословения патриархом её местночтимой канонизации.
В ночь на 8 марта 1998 года по благословению патриарха Московского и всея Руси Алексия II была вскрыта могила святой Матроны, её мощи доставлены в московский Данилов монастырь, затем перенесены в Покровский храм на территории Покровского монастыря и помещены в серебряную гробницу (раку). К ним открыт ежедневный доступ с 7 (в воскресенье с 6) до 20 часов.
2 мая 1999 года Матрона канонизирована как местночтимая святая Московской епархии РПЦ. Определением Архиерейского собора РПЦ 3—8 октября 2004 года причислена к лику общецерковных святых.

## Почитание
Могила Матроны почиталась православными, однако с течением времени оказалась полузабытой. После издания книги Ждановой в 1993 году на её могилу началось многолюдное паломничество. 1 мая 1998 года мощи Матроны были перенесены из кладбищенского захоронения в московский Покровский женский монастырь. Бывшая могила осталась местом паломничества и после перенесения мощей. На месте могилы возведена часовня.
Матрона Московская — одна из самых известных и почитаемых святых Русской православной церкви. Согласно «Православной энциклопедии», к её мощам в Покровском храме ежедневно приходят поклониться около 5 тысяч человек; портал «Правмир» сообщает, что в выходные дни очередь к мощам растягивается на 7—8 часов. По данным «Московского комсомольца», в престольные праздники количество прихожан достигает 50 тысяч человек.
Матрона Московская включена в собор Московских и Тульских святых.
Считается, что по молитвам святой Матроны происходят чудеса и исцеления, в том числе с невоцерковленными и неправославными людьми, ведётся запись письменных свидетельств этого. Поклониться святой Матроне приезжают паломники из других городов и стран.
Чудотворная сила святой Матроны признана всей иерархией Русской православной церкви, включая патриарха Кирилла, который призывал всех обращаться к святой Матроне за помощью не только в решении жизненных проблем, но и в даровании сил несения страданий:

Мы должны не забывать её страдальческий образ и проникаться не только желанием освободиться от своих крестов, но и глубочайшим убеждением в том, что достойное несение креста — это и есть путь ко спасению. И потому просить Матрону нужно не только о том, чтобы она молитвами своими пред Богом сняла с нас наши кресты, исцелила нас от наших страданий, но и о том, чтобы нам даны были силы достойно нести свой крест, во славу Божию и себе во спасение…
Чудотворная сила Матроны Московской прямо связана с её страданиями, с её муками, с несением ею спасительного креста. И да поможет всем нам Господь, прибегая к помощи святой праведной Матроны, взывая о её содействии в решении наших жизненных проблем, одновременно наполнять свой ум и своё сердце силой её примера, пониманием того, что означает для человека несение креста, который Бог на него возлагает.
2 мая 2014 года в селе Себино Кимовского района Тульской области был открыт музей, посвящённый Матроне, в котором представлены экспонаты крестьянского быта времён жизни святой, и хранятся материалы, рассказывающие об истории села и о жизненном пути старицы. Музейный комплекс включает также оборудованное подворье Никоновых с монументом из белого камня и памятником Матроне, ещё одну бронзовую скульптуру святой на территории комплекса, мраморную плиту у входа на приходское кладбище, где покоятся отец и родственники Матроны, закрытые купели и источник с часовней на берегу реки Мокрая Табола. В церкви Успения Божьей Матери, где святая Матрона была крещена и проводила много времени, хранится святыня — икона с частицей её мощей, подаренная патриархом Алексием II, и проводятся богослужения.
15 февраля 2018 года Священный синод Румынской православной церкви включил блаженную Матрону Московскую в свой месяцеслов.
Матрону Московскую стали почитать в Маланкарской церкви после посещения предстоятелем данной церкви Василием Мар Фомой Павлом II Покровского женского монастыря Москвы в ходе официального визита в Россию в 2019 году, когда он провёл много времени в молитвах у раки с мощами Матроны Московской. Незадолго до кончины он оставил предсмертную записку, в которой упомянул, что «пережил духовное обновление, молитвенно обращаясь к святой Матроне». По его благоволению начаты процедуры по включению дня её памяти в богослужебный календарь Церкви в Индии. 25 апреля 2023 года патриарх Кирилл отметил, что данный факт внесения русской святой в святцы Древней восточной церкви — первый в истории.

## Иконография

Икона святой блаженной Матроны

Несколько сохранившихся прижизненных фотографий Матроны оказали влияние на сложение иконографии святой. Они отражают характерные черты старицы: округлое лицо, прямой крупный нос, сомкнутые веки под прямыми бровями, полуулыбку. Одна из самых известных — фотография, сделанная около 1952 года, на которой подвижница сидит на кровати, подогнув под себя ноги, а её руки лежат на коленях. На другой сохранившейся фотографии, сделанной 2 мая 1952 года, представлено прощание с преставившейся старицей: подвижница лежит на одре в погребальной срачице (последняя хранится в раке в храме святого Мартина Исповедника в Москве) и белом платке.
Формирование иконографии Матроны происходит в конце 1990-х годов. Иконы святой передают ряд портретных черт. Особенностью иконописного образа являются закрытые глаза — символ духовного зрения Матроны. Традиционно иконописцы передают её образ в длинном зелёном платье и в белом платке, который завязан под подбородком; правая рука святой в молении поднята перед грудью, в левой она держит небольшие чётки. Отдельная группа изводов — образы святой с открытыми глазами — в знак исцеления святых от телесных болезней в Царствии Божием.
В Покровском монастыре находится икона Божией Матери «Взыскание погибших», написанная около 1915 года, с которой Матрона не расставалась до конца жизни.
В 2008 году в храме святой равноапостольной княгини Ольги в Стрельне Петродворцового района Санкт-Петербурга некоторое время находилась икона «Матрона и Сталин». Некоторые верующие считают, что Сталин хотел посоветоваться со слепой целительницей и провидицей и узнать, может ли она с Божией помощью помочь России победить в войне. Она ответила ему предсказанием о том, что Москва устоит, а Сталин единственный из руководства страны не эвакуируется из охваченного войной города. Факт появления иконы в Санкт-Петербурге вызвал широкий общественный резонанс, повлёкший освобождение с должности настоятеля храма. Согласно заявлению представителя Петербургской епархии: «Это неправомочное изображение, так как разговор святой Матроны и Сталина — это всего лишь легенда и не соответствует реальному положению дел».

## Критика

### Сказание о житии блаженной старицы Матроны
Автором книги «Сказание о житии блаженной старицы Матроны», изданной в Свято-Троицком Ново-Голутвином монастыре в 1993 году, названа Зинаида Жданова, дочь односельчанки Матроны. Однако неизвестна степень редакторской правки, осуществлённой, по-видимому, кем-то из работников издательства Ново-Голутвина монастыря. Согласно информации из этой книги, З. В. Жданова родилась в 1917 году. Поэтому маловероятно, что, будучи уже весьма пожилым человеком, она лично посетила деревню Себино Тульской области, указанную в книге в качестве малой родины Матроны.
Судя по стилю, текст имеет документальный характер, поэтому организацией сбора материала и составлением текста должен был заниматься кто-то ещё кроме Ждановой. Название книги «Сказание о житии блаженной старицы Матроны» свидетельствует о работе над текстом человека, вероятно, имеющего филологическое или историческое образование. Во втором издании книги указана сотрудница монастырского издательства А. Малахова как проводившая розыск людей, знавших Матрону и живших с ней в одном селе.
Эта книга стала самой популярной народной версией рассказов о Матроне. Она подверглась резкой критике со стороны членов Комиссии по канонизации, включая митрополита Ювеналия (Пояркова), тогдашнего председателя Комиссии; епископа Тихона (Емельянова), тогдашнего председателя Издательского совета; игумена Дамаскина (Орловского), составителя житий новомучеников, секретаря Синодальной комиссии по канонизации святых; протодиакона Андрея Кураева. Последний посвятил этой книге немало страниц в своей работе «Оккультизм в Православии».
Акт о канонизации блаженной Матроны, подписанный патриархом Алексием II, содержит отдельный пункт с указанием на необходимость составления жития подвижницы. Иначе говоря, версия Зинаиды Ждановой не получила статуса официального жития.
В церковной среде «Сказание» критиковалось, в частности, из-за ряда высказываний, приписанных Матроне.

### Сюжет о беседе со Сталиным
В книге «Сказание о житии Блаженной старицы Матроны» и других текстах о старице Матроне присутствует эпизод о визите к старице Иосифа Сталина в октябре 1941 года. Данный сюжет обсуждался в рамках дискуссии о «церковном, или православном сталинизме». Этими терминами публицисты и исследователи называют заметную в российской церковной среде XXI века тенденцию видеть в Сталине православного, а следовательно, «хорошего» правителя. Последователи «православного сталинизма» считают, что получивший семинарское духовное образование Сталин в годы Великой Отечественной войны обратился в православие, в результате чего изменилась советская политика по отношению к РПЦ.
Во второе издание «Сказания о житии Блаженной старицы Матроны» были добавлены тексты с сюжетами о встречах Сталина и Матроны, ранее опубликованные другими авторами, в частности сюжет из книги С. В. Фомина «Россия перед Вторым пришествием», вышедшей в 1993 году.
РПЦ признала рассказ о встрече Матроны со Сталиным в октябре 1941 года не соответствующим действительности. В частности, к такому выводу пришли историки Московской духовной академии и Синодальная комиссия по канонизации святых. Иеромонах Иов (Гумеров), занимавшийся в 1997 году подготовкой материалов к канонизации Матроны, впоследствии заявил: «Нет ничего, что могло бы подтвердить приезд к ней Сталина».

### Критика почитания
Руководитель Экспертной группы по чудесам при Синодальной библейско-богословской комиссии РПЦ Павел Флоренский критически оценивал ажиотаж, возникший вокруг святой Матроны.
Одним из критиков был бывший протодиакон Андрей Кураев, который указывал на непозволительное окружение образа Матроны различными суевериями и на догматически сомнительные истории, содержащиеся в книге Ждановой. Профессор Московской духовной академии Алексей Осипов утверждал, что культ Матроны имеет языческий характер.
Открыв первое неофициальное житие Матроны — «Сказание о Матроне» Зинаиды Ждановой, — мы услышим режущие слух христианина истории, например, о кощунственном совете, согласно которому рвота после Причастия — это хорошо: бесы, дескать, так выходят, а «проникают они в человека с воздухом при дыхании, живут в крови». О том, что народ просил блаженную «почитать над ними молитвы», «почитать над водой», что перекликается с практикой, используемой колдунами. О том, что блаженная якобы просила закрывать окна и форточки в дни демонстраций, чтобы полчища бесов не проникали в комнату… Наконец, о том, как возвеличивала сама себя, якобы открывая Зинаиде Ждановой, автору жития, во сне, что имеет регалии и награды от Господа.

### Бизнес
Ряд СМИ указывает на экономическую выгоду от паломничества в Покровский монастырь, где находятся её мощи.
В 2023 году «Новая газета» писала, что «грамотный пиар Матроны превратил монастырь в богатейший, а сама Феофания получила премию „Человек года“ (2005 год), создав целую бизнес-империю, в которую входят пятизвездочные отели». Согласно изданию «Открытые медиа», семья игуменьи Феофании, настоятельницы Покровского женского монастыря, где хранятся мощи Матроны Московской, является одним из крупнейших бенефициаров культа Матроны, зарабатывая на поставках в монастырские лавки икон, церковной утвари и сувенирной продукции. При этом сам культ Матроны изначально был популяризован при непосредственном участии Феофании. СМИ отмечали, что игуменья Феофания построила возле монастыря пятизвёздочную гостиницу «Покровскую», проживание в которой даёт паломникам право прохода к мощам Матроны без очереди. Услуги гостиницы оформляются как пожертвования, поэтому доход не облагается налогами. Доход может составлять сотни миллионов рублей ежегодно. В 2020 году издание «Открытые медиа» писало, что Феофания приобрела себе автомобиль Mercedes-Benz S-класса за 9,5 миллионов рублей. После того как эта информация привлекла внимание руководства РПЦ, патриарх Кирилл обязал игуменью избавиться от машины.
Также указывалось на коммерческие цели публикации книг, в разных вариантах пересказывающих житие Матроны (в том числе акафисты), авторы и издатели которых в условиях рыночной конкуренции подстраиваются под запросы потребителей православной «литературы для народа». Нередко такие книги выпускают сугубо светские издательства.

## Фильмы
- «Праведная Матрона Московская», документальный, 2005
- «Богом данная», документальный, 2014
- «Чудотворица», сериал, художественный, с элементами документального, 2015
- «Святая Матрона: Приходите ко мне, как к живой», документальный, 2018
- «Ад и рай Матроны», документальный, 2018
- «Блаженная Матрона», документальный, 2019 (реж. Аркадий Мамонтов)
- «Мария. Спасти Москву», художественный, 2022 (реж. Вера Сторожева)